# Серый земляной дрозд
Серый земляной дрозд (лат. Geokichla cinerea) — вид воробьиных птиц из семейства дроздовых (Turdidae).

## Распространение
Эндемики Филиппин. Естественной средой обитания являются субтропические или тропические влажные равнинные и горные леса, большая часть которых находится на высоте до 1100 метров над уровнем моря.

## Описание
Длина тела 18 см. Голова и верх пепельно-серые, крылья тёмно-серые с двумя белыми полосками. Наружные хвостовые перья заострены. Нижняя сторона белая с черноватой полосой на горле и выраженными пятнами на груди, брюхе и боках. Две вертикальные чёрные линии на светлой голове, одна проходит через глаз, вторая по задней стороне «наушников».

## Охранный статус
МСОП присвоил таксону охранный статус VU. Угрозу для вида представляет возможность утраты среды обитания.